# برون قشلاق علیا
برون قشلاق علیا یک روستا در ایران است که در دهستان انگوت شرقی واقع شده‌است. برون قشلاق علیا ۲۱ نفر جمعیت دارد.